# Línea del mercado de valores

Línea del mercado de valores. Los valores por encima de la línea se encuentran infravalorados, mientras que aquellos que se encuentran por debajo están sobrevalorados.

La línea del mercado de valores, línea del mercado de títulos o línea del mercado de activos (también conocida por su nombre en inglés, security market line, de la que derivan las siglas SML) es la representación del Modelo de valoración de activos financieros (CAPM). Representa la tasa esperada de retorno de un valor individual en función del riesgo sistemático (no diversificable).

## Fórmula
El origen de la SML equivale al tipo de interés libre de riesgo. La pendiente de la SML equivale a la prima de riesgo del mercado y refleja la compensación percibida por el riesgo en un momento determinado:
{\displaystyle \mathrm {SML} :E(R_{i})=R_{f}+\beta _{i}[E(R_{M})-R_{f}]\,}
donde:
E(Ri) es el retorno esperado de un valor
E(RM) es el retorno esperado en una cartera de mercado M
β es el riesgo sistemático o no diversificable
RM es el tipo de interés del mercado
Rf es el tipo de interés libre de riesgo
Cuando se emplea en la gestión de carteras de inversiones, la SML representa el coste de oportunidad de la inversión (invertir en una combinación de la cartera de mercado y el activo libre de riesgo). Todos los títulos correctamente valorados se encuentran en la SML. Los valores por encima de la línea se encuentran sobrevalorados ante un riesgo determinado (beta), pues dan un retorno mayor. Los valores por debajo de la línea están infravalorados porque ante un riesgo determinado, ofrecen un retorno menor.
Existe la cuestión relativa a cómo se representaría la SML cuando la beta es negativa. Un inversor racional aceptará esos títulos aunque ofrezcan retornos menores que los del activo libre de riesgo, ya que proporcionan un "seguro frente a recesiones" como parte de una cartera bien diversificada. Por lo tanto, la SML es una línea recta tanto si beta es positiva como negativa. Una manera diferente de aproximarse a esta idea es que el valor absoluto de beta representa la cantidad de riesgo asociada al título, mientras que el signo sirve para explicar cuándo ocurre el riesgo.

## SML, ratio de Treynor y alfa
Todas las carteras situadas en la SML tienen el mismo ratio de Treynor, como la cartera de mercado. Por ejemplo:
{\displaystyle {\frac {E(R_{i})-R_{f}}{\beta _{i}}}=E(R_{M})-R_{f}.}
De hecho, la pendiente de la SML es el ratio de Treynor de la cartera de mercado, puesto que {\displaystyle \beta _{M}=1}.
Una regla general de selección de activos con beta positiva es la de comprar siempre que el ratio de Treynor esté por encima de la SML y vender siempre que esté por debajo. De hecho, a partir de la hipótesis del mercado eficiente, se desprende que es imposible vencer al mercado. Por lo tanto, todos los activos deben tener un ratio de Treynor menor o igual que el del mercado. En consecuencia, si hay un activo cuyo ratio de Treynor es mayor que el del mercado, ese activo está ofreciendo un retorno mayor por unidad de riesgo sistemático, lo que contradiría la hipótesis.
El retorno extra anómalo por encima del retorno de mercado ante un nivel de riesgo determinado es lo que se denomina alfa.